# Hyperolius lateralis
Hyperolius lateralis är en groddjursart som beskrevs av Laurent 1940. Hyperolius lateralis ingår i släktet Hyperolius och familjen gräsgrodor. IUCN kategoriserar arten globalt som livskraftig. Inga underarter finns listade i Catalogue of Life.